# Embratel

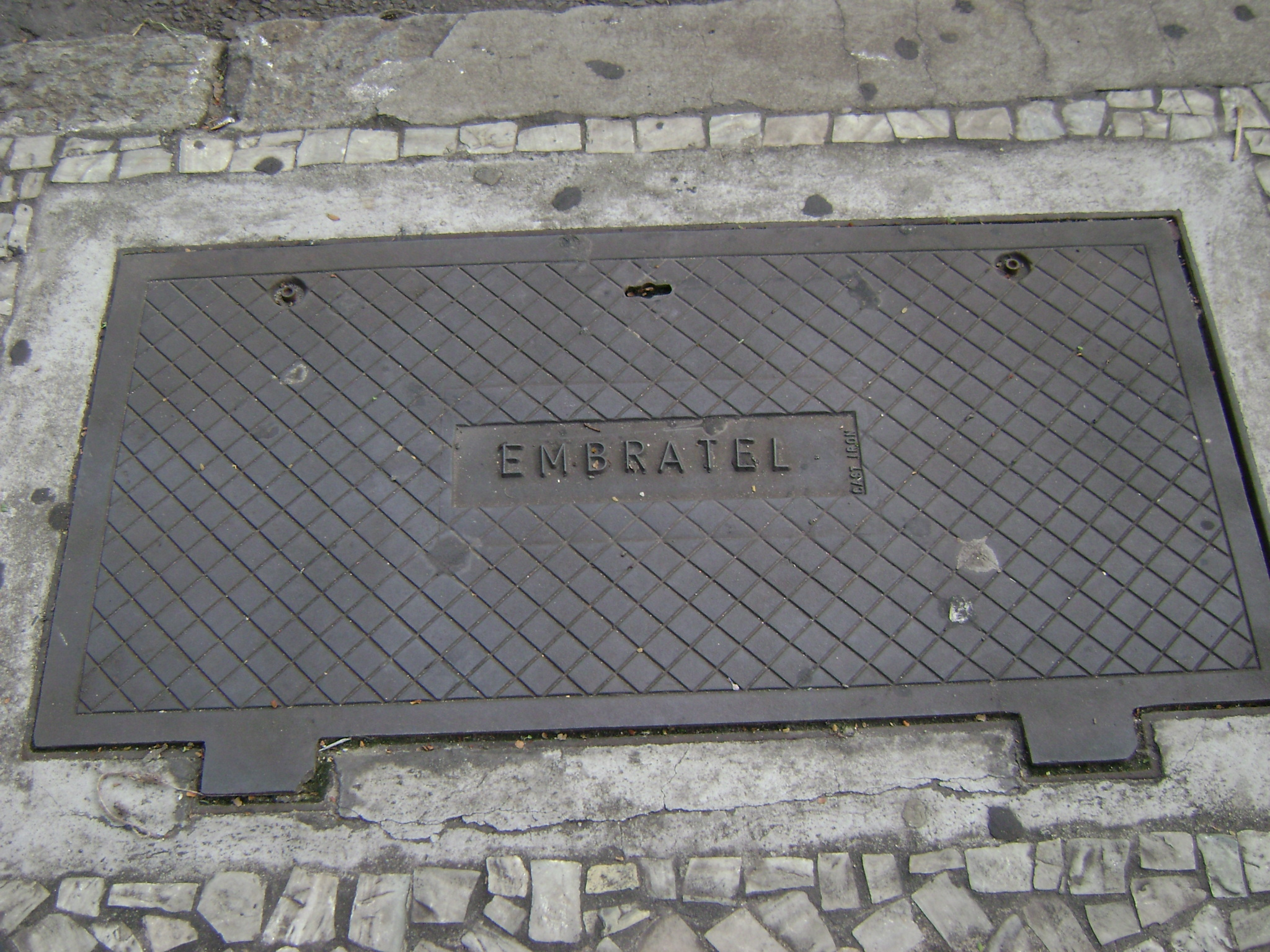
Tapa de inspección de Embratel.

Embratel (Empresa Brasileira de Telecomunicações S. A.) es la mayor empresa brasileña de telecomunicaciones, con sede en Río de Janeiro. Se trataba de la división de larga distancia de Telebrás antes de ser adquirida por la compañía estadounidense MCI Communications (posteriormente adquirida por Worldcom) por 2650 millones de reales durante la privatización de Telebrás en 1998. Desde el segundo trimestre de 2004, Embratel pertenece a Telmex, el operador telefónico mexicano, ya que Worldcom (ahora MCI) ha tenido que desprenderse de sus activos para hacer frente a su bancarrota.
En la actualidad, Embratel tiene una fuerte posición no solo en el mercado de voz sino también en el mercado de datos brasileño. La empresa posee redes digitalizadas tanto de microondas como de fibra óptica, así como cinco satélites de comunicaciones, administrados por su rama satelital, Star One. Es también miembro de Intelsat e Inmarsat y posee cuatro cables de fibra submarinos Unisur, Americas II, Atlantis II y Columbus III.
Las acciones de Embratel se negocian en Bovespa, la bolsa de São Paulo.
- Datos: Q4382227